# Canton de Blangy-le-Château
Le canton de Blangy-le-Château est une ancienne division administrative française située dans le département du Calvados et la région Basse-Normandie.

## Géographie
Ce canton était organisé autour de Blangy-le-Château. Son altitude variait de 12 m (Manneville-la-Pipard) à 171 m (Manerbe) pour une altitude moyenne de 82 m.

## Histoire
L'arrêté du 6 brumaire an X (28 octobre 1801) confirme le canton de Blangy, section de l'arrondissement de Pont-l'Évêque. Il est alors constitué de vingt-trois communes.
La carte cantonale est transformée par la disparition de quatre de ces communes au cours du XIXe siècle. Écorcheville est absorbé en 1827 par Le Breuil-en-Auge. Tontuil est rattaché en 1827 à Saint-Benoît-d'Hébertot. La commune des Parcs-Fontaines est réunie en 1853 à celle de Fierville-les-Parcs. Enfin Launay est partagé en 1860 entre Pont-l'Évêque, chef-lieu du canton du même nom, et Saint-Julien-sur-Calonne.
En 1872, les communes de Saint-Benoît-d'Hébertot, Saint-Julien-sur-Calonne, Pierrefitte-en-Auge et Vieux-Bourg sont détachées du canton de Blangy pour être incorporées à celui de Pont-l'Évêque. Trois ans plus tard, la commune de Blangy est rebaptisée Blangy-le-Château et le canton change également de nom.
Le décret-loi du 10 septembre 1926 supprime l'arrondissement de Pont-l'Évêque ; l'ensemble des cantons en dépendant, dont celui de Blangy-le-Château, est incorporé à l'arrondissement de Lisieux.

## Représentation

### Conseillers d'arrondissement (de 1833 à 1940)
Le canton de Blangy avait deux conseillers d'arrondissement jusqu'en 1895.
Il faisait partie de l'arrondissement de Pont-l'Évêque jusqu'en 1926, date de sa disparition.
| Période                                  | Période      | Identité                                   | Étiquette          | Qualité |
| ---------------------------------------- | ------------ | ------------------------------------------ | ------------------ | --- |
| 1833                                     | 1842         | Jean Pierre Aubrée                         |                    | Propriétaire, avoué à Pont-l'Évêque                                                                         |
| 1833                                     | 1855 (décès) | Jean Baptiste Michel Letellier (1788-1855) |                    | Géomètre, maire des Authieux-sur-Calonne, juge de paix                                                      |
| 1842                                     | 1848         | Jacques François Joseph Férey              |                    | Notaire au Breuil                                                                                           |
| 1848                                     | 1894 (décès) | Léon Ferdinand Lebourg (1817-1894)         |                    | Propriétaire, maire de Bonneville-la-Louvet                                                                 |
| 1855                                     | 1861 (décès) | Pierre Hyacinthe Jean Eude (1797-1861)     |                    | Propriétaire herbager, maire de Launay-sur-Calonne                                                          |
| 1861                                     | 1895 (décès) | Charles Delamarre (1820-1895)              |                    | Notaire, maire de Blangy-le-Château                                                                         |
| 1895                                     | 1919         | Désiré David                               |                    | Maire du Faulq                                                                                              |
| 1919                                     | 1925         | Élie Mélinne                               |                    | Adjoint au maire de Norolles                                                                                |
| 1925                                     | 1940         | Jules-Constant Deshayes                    | RG Union nationale | Propriétaire, maire de Fierville-les-Parcs                                                                  |
| 1940                                     |              |                                            |                    | Les conseils d'arrondissement ont été suspendus par la loi du 12 octobre 1940 et n'ont jamais été réactivés |
| Les données manquantes sont à compléter. |              |                                            |                    | |

### Conseillers généraux de 1833 à 2015
| Période | Période | Identité                                               | Étiquette                 | Qualité |
| ------- | ------- | ------------------------------------------------------ | ------------------------- | --- |
| 1833    | 1842    | Louis Nicolas Auguste de Courdemanche (Decourdemanche) | Opposition de gauche      | Pharmacien rue Froide à Caen |
| 1842    | 1862    | Jean-Pierre Aubrée                                     |                           | Banquier, ancien conseiller municipal de Pont-l'Évêque, conseiller d'arrondissement |
| 1862    | 1867    | Charles François Édouard Herbet (1813-1867)            |                           | Ministre plénipotentiaire, membre du Conseil d'État, directeur des Consulats et des Affaires commerciales au ministère des Affaires étrangères, propriétaire à Caen Mort en fonction                                                 |
| 1867    | 1873    | Adrien Gillotin (1808-1873)                            |                           | Industriel à Lisieux (fabrication de peignes à carder), propriétaire du château d'Hébertot, maire de Saint-André-d'Hébertot (1861-1873) Mort en fonction                                                                             |
| 1873    | 1906    | Paul Duchesne-Fournet                                  | Républicain Centre gauche | Manufacturier, maire de Norolles (1892-1904), député (1881-1885), sénateur (1894-1906) Mort en fonction |
| 1907    | 1940    | Pierre Duchesne-Fournet                                | RG (modéré)               | Industriel, maire de Norolles, député (1932-1942) |
|         |         |                                                        |                           | |
| 1945    | 1979    | Fernand Caplain (1899-1979)                            | DVD                       | Maire de Saint-Philbert-des-Champs Démissionnaire |
| 1979    | 2001    | Bruno Olivier de Sanderval                             | DVD                       | Exploitant agricole Petit-fils d'Aimé Olivier de Sanderval maire du Brévedent |
| 2001    | 2015    | Hubert Courseaux                                       | DVD                       | Chef d'entreprise, maire de Bonneville-la-Louvet (1997 → 2024) Conseiller départemental de Pont-l'Évêque (2015 → 2024) Vice-président du conseil départemental du Calvados ( ? → 2024) Président de la CC Terre d'Auge (2008 → 2024) |

Le canton participait à l'élection du député de la quatrième circonscription du Calvados.

## Composition

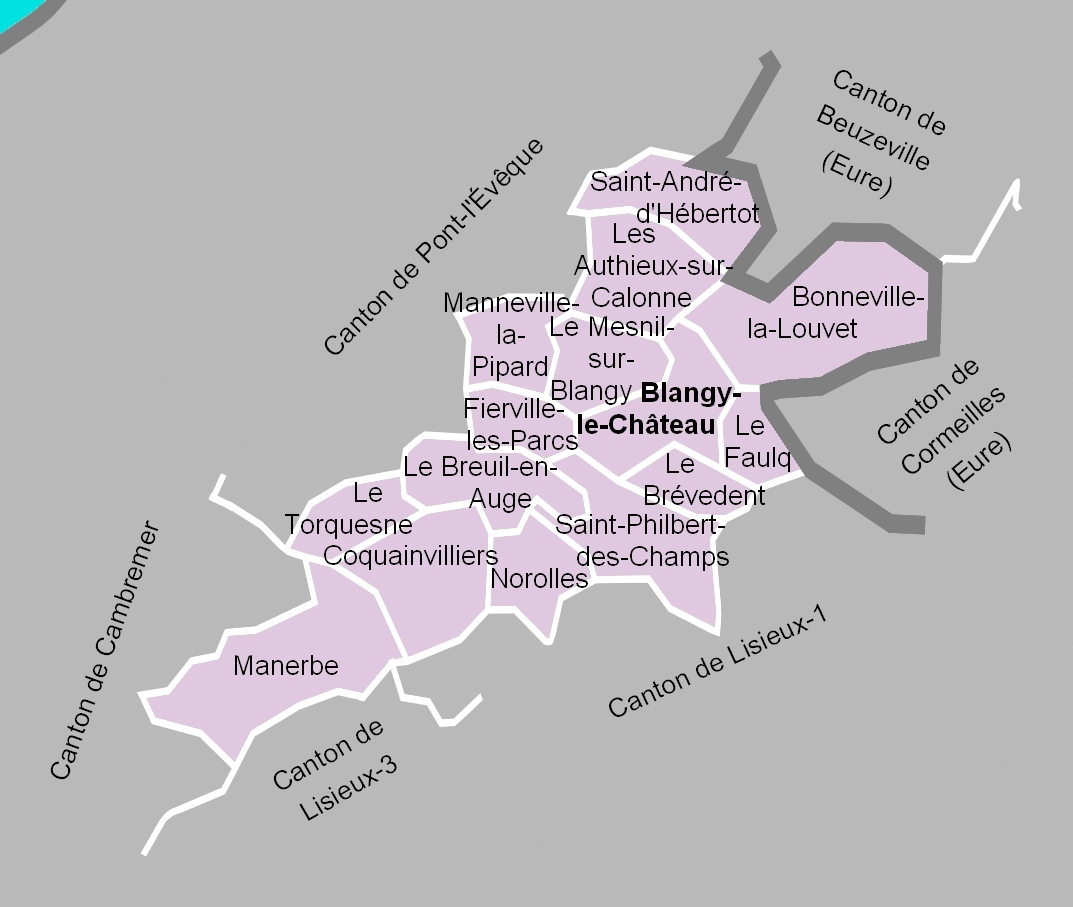
La carte des communes du canton. Les cantons limitrophes étaient ceux de Pont-l'Évêque, de Beuzeville, de Cormeilles, de Lisieux-1, de Lisieux-3 et de Cambremer.

Le canton de Blangy-le-Château comptait 7 243 habitants en 2012 (population municipale) et regroupait quinze communes :
- Les Authieux-sur-Calonne ;
- Blangy-le-Château ;
- Bonneville-la-Louvet ;
- Le Breuil-en-Auge ;
- Le Brévedent ;
- Coquainvilliers ;
- Le Faulq ;
- Fierville-les-Parcs ;
- Manerbe ;
- Manneville-la-Pipard ;
- Le Mesnil-sur-Blangy ;
- Norolles ;
- Saint-André-d'Hébertot ;
- Saint-Philbert-des-Champs ;
- Le Torquesne.

À la suite du redécoupage des cantons pour 2015, toutes les communes à l'exception de Manerbe sont rattachées au canton de Pont-l'Évêque. Manerbe est intégré au canton de Mézidon-Canon.

### Anciennes communes
Les anciennes communes suivantes étaient incluses dans le canton de Blangy-le-Château (voir historique ci-dessus) :
- Écorcheville, absorbée en 1827 par Le Breuil (qui devient Le Breuil-en-Auge en 1894).
- Les Parcs-Fontaines, absorbée en 1853 par Fierville qui prend alors le nom de Fierville-les-Parcs.

## Démographie
| 1962  | 1968  | 1975  | 1982  | 1990  | 1999  | 2006  | 2011  | 2012  |
| ----- | ----- | ----- | ----- | ----- | ----- | ----- | ----- | ----- |
| 4 799 | 4 505 | 4 403 | 5 172 | 5 754 | 6 298 | 6 878 | 7 197 | 7 243 |